# Francis Willughby
Francis Willughby (Warwickshire, Middleton Hall, 1635. november 22. – Wollaton Hall, 1672. július 3.) angol ornitológus és ichthiológus. A Cambridge-i Egyetemen John Ray, a neves brit természettudós tanítványa, barátja és egyben munkatársa is volt néhány közös természettudományi felfedező- és gyűjtőút során. Korai halála miatt főművét, az Ornithologia libri tres-t is Ray publikálta 1676-ban.

## Élete
1635. november 22-én Sir Francis Willoughby és Cassandra Ridgway gyermekeként látta meg a napvilágot Middleton Hallban. Tanulmányait a Bishop Vesey középiskolában és Cambridge-ben a Trinity College-on végezte. 1667-ben házasságot kötött Sir Henry Barnard lányával Emma Barnardal. A házasságból hat gyermekük született, de három érte meg a felnőttkort. Francis korán 19 éves korában hunyt el, amikor lánytestvére Cassandra Willoughby James Brydges-el Chandos első hercegével kötött házasságot, aki Mark Catesby természettudóst is patronálta. Másik fia Thomas Middleton bárója lett.
Cambridge-ben John Ray tanítványa volt. Anglia nyugati partján 1662-ben közösen tanulmányozták a madarak párzási szokásait. 1663-66 között együtt utaztak Európába, hogy a mai Hollandia, Németország, Svájc és Olaszország területét tanulmányozzák. Nápolyban különváltak, és Willughby Spanyolországon keresztül hazatért. Angliába történő visszaérkezése után tervet készített azért, hogy a tapasztaltakat hogyan fogja publikálni. Szerencsétlenségére mellhártyagyulladást kapott és belehalt a betegségbe. Az általa megkezdett Ornithologia libri tres latin nyelvű kiadványt 1676-ban Ray publikálta, mely két évvel később angolul is megjelent. Ezt a művet tekintik az ornitológia tudományos alapjának, hiszen ebben a fizikai tulajdonságaik alapján besorolták és rendszerezték a madárfajokat.
Willughby és Ray voltak az elsők, akik megcáfolták Arisztotelész addig elfogadott állítását, miszerint a fecskék télen hibernálódnak. Ezzel szemben ők azt állapították meg, hogy ezek a madarak vándorolnak és délebbre Egyiptomba, Etiópiába húzódnak a hideg elől. Ray publikálta Willughby másik jelentős művét a halakról szóló De Historia piscium-ot 1686-ban.

## Játékok könyve
Kutatók 2003-ban Willughby játékokról szóló tudományos tanulmányát tették közzé, Francis Willughby: Játékok könyve címmel. Ez az egyik legjobb 17. századi játékokat tartalmazó leírás. Az angol nyelvű mű a spanyol Libro de los juegos-hoz hasonlítható. Különösen a labdarúgás korai történetének fontos emléke, hogy nevén football-nak említi a játékot és az alábbiak szerint írja le:
A gól és a kapu (egy bekerített rész a pálya mindkét végen, melynek bevételét gólnak hívják) taktika (a legjobb játékosok közül néhányat a védekezésre is rá kell állítani), pontszerzés (az nyer egy pontot, aki először berúgja a labdát), a csapatok kiválasztása (a játékosokat erejük és futógyorsaságuk szerint egyenlő arányban kétfelé kell osztani).
Ő volt a labdarúgás első szabályának leírója: Gyakran eltörik egymás sípcsontját a játékosok amikor egyszerre rúgnak bele a labdába, ezért van egy olyan szabály, hogy nem rúghatnak a labdánál magasabbra.
Az ő labdáról szóló leírása is elég beszédes: Egy erős hólyagot fel kell fújni és megkötni a nyakát olyan gyorsan amilyen gyorsan csak lehet. Ezt bikabőrbe kell tenni és utána gyorsan összevarrni. Azt is hozzáteszi: Minél keményebb a labda annál jobban repül, emellett gyakran tettek a labdába higanyt, azért hogy ne maradjon egy helyben.
Nottingham város tulajdona Wollaton Hall a Willughby család székhelye. A Willughby írások a Middleton gyűjtemény részeként a Nottinghami Egyetem Könyvtárában találhatóak meg.

## Galéria
|  |  |  |

## Művei
- Ornithologiae libri tres (online elérés)
- De historia piscium libri quatuor (online elérés)

## Fordítás
- Ez a szócikk részben vagy egészben  a   Francis Willughby című angol Wikipédia-szócikk ezen változatának fordításán alapul.  Az eredeti cikk szerkesztőit annak laptörténete sorolja fel. Ez a jelzés csupán a megfogalmazás eredetét és a szerzői jogokat jelzi, nem szolgál a cikkben szereplő információk forrásmegjelöléseként.